# Espot
Espot es un municipio español de la provincia de Lérida, en la comunidad autónoma de Cataluña. Está situado en el valle de Espot, al este del río Noguera Pallaresa, en la comarca del Pallars Sobirá. Es una de las entradas al parque nacional de Aigüestortes y Lago de San Mauricio. Dentro de su término se encuentra el macizo de Los Encantados.

## Geografía humana

### Demografía
Cuenta con una población de 379 habitantes (INE 2024).
| Gráfica de evolución demográfica de Espot entre 1842 y 2021 |
| |
| Población de derecho según los censos de población del INE Población de hecho según los censos de población del INEEntre el censo de 1857 y el anterior, crece el término del municipio porque incorpora a 255165 (Estahís) |

| 1900 | 1930 | 1950 | 1970 | 1981 | 1986 |
| ---- | ---- | ---- | ---- | ---- | ---- |
| 310  | 313  | 607  | 269  | 227  | 224  |

## Entidades de población
| Entidades de población | Habitantes (2019) |
| ---------------------- | ----------------- |
| Espot                  | 309               |
| Estahís                | 25                |
| Berrade                | 3                 |
| Super Espot            | 28                |

## Economía
El principal ingreso económico es el turismo gracias a la estación de esquí de Espot Esquí y al aumento del turismo rural. La zona cuenta también con diversas plantas lecheras que han provocado la especialización de la ganadería hacia el ganado bovino. Existen diversas centrales hidroeléctricas en la zona; las principales son las de Sant Maurici, Lladres y Espot.

## Historia

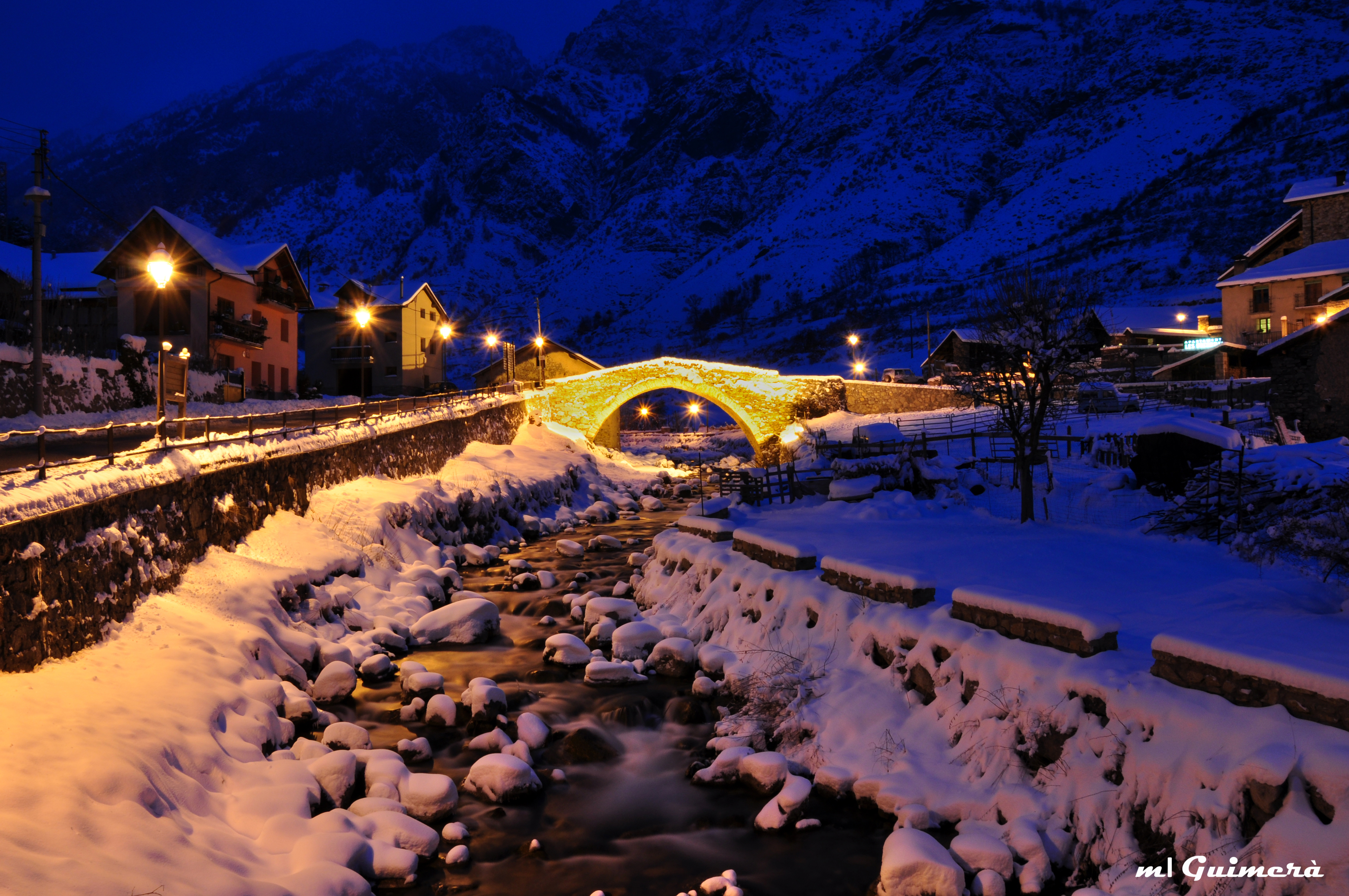
Puente medieval sobre el río Escrita

Desde finales del siglo XV hasta el fin del antiguo régimen, los núcleos que hoy en día componen el municipio pertenecieron a los duques de Cardona y a los marqueses de Pallars. Espot aparece ya citado en documentos que datan del año 839.

## Lugares de interés
La iglesia parroquial está dedicada a Santa Leocadia. Se trata de un pequeño edificio de planta única. La torre del campanario es cuadrada con cobertura piramidal. Se conservan también los restos de la llamada Torre dels Moros, una antigua torre circular destinada a la defensa. A las afueras del municipio podemos encontrar uno de los edificios más emblemáticos, la torre de Albert González, llamada así por su principal residente.